# UML (informatique)
Pour les articles homonymes, voir UML.
Le Langage de Modélisation Unifié, de l'anglais Unified Modeling Language (UML), est un langage de modélisation graphique à base de pictogrammes conçu comme une méthode normalisée de visualisation  dans les domaines du développement logiciel et en conception orientée objet.
L'UML est une synthèse de langages de modélisation objet antérieurs : Booch, OMT, OOSE. Principalement issu des travaux de Grady Booch, James Rumbaugh et Ivar Jacobson, UML est à présent un standard adopté par l'Object Management Group (OMG). UML 1.0 a été normalisé en janvier 1997 ; UML 2.0 a été adopté par l'OMG en juillet 2005. La dernière version de la spécification validée par l'OMG est UML 2.5.1 (2017).

## Utilisation
UML est destiné à faciliter la conception des documents nécessaires au développement d'un logiciel orienté objet, comme standard de modélisation de l'architecture logicielle. Les différents éléments représentables sont :
- activité d'un objet/logiciel ;
- acteurs ;
- processus ;
- schéma de base de données ;
- composants logiciels ;
- réutilisation de composants.

Il est également possible de générer automatiquement tout ou partie du code, par exemple en langage Java, à partir des documents réalisés.

## Histoire
| Date                     | Description |
| ------------------------ | --- |

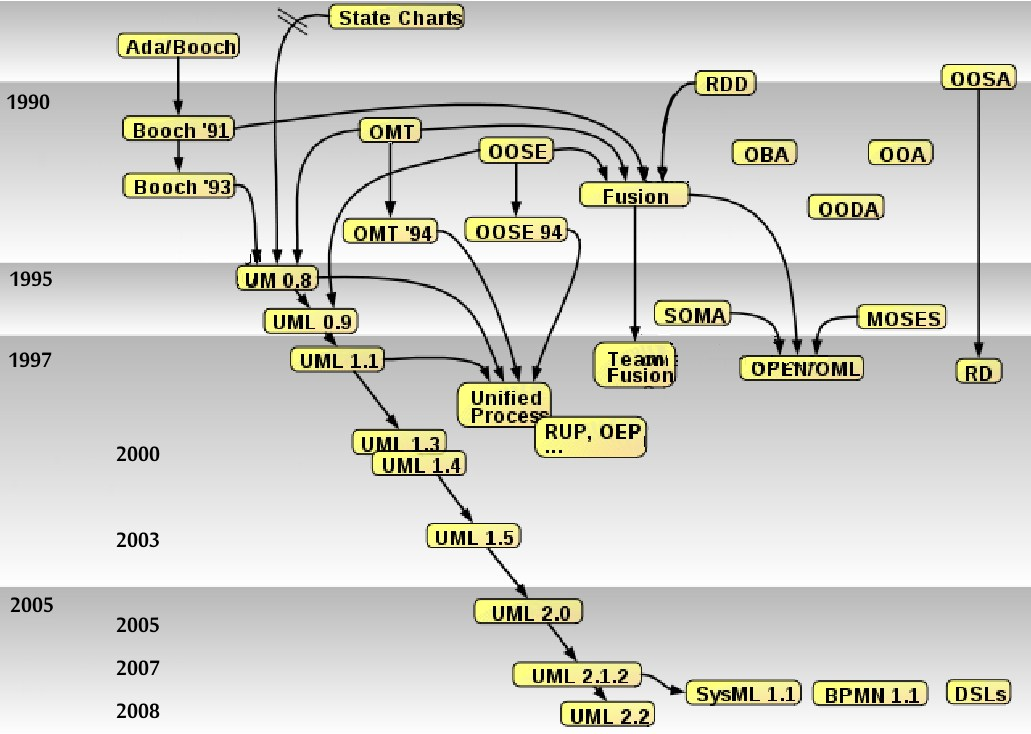
Historique d'UML - méthode unifiée.

| Au début des années 1980 | Les objets commencent à quitter les laboratoires de recherche et à faire leurs premiers pas dans le monde réel ; entre autres, le langage de programmation Smalltalk, stabilisé, devient une plate-forme utilisable et le C++ voit le jour. Les méthodes objets commencent à émerger pour remplacer les méthodes structurée et fonctionnelle, trop liées à la machine. |
| 1989 à 1994              | Le nombre de méthodes orientées objet passe de dix à plus de cinquante ; toutes ces méthodes ont de nombreux points communs (objets, méthodes, paramètres, etc.). Ces méthodes, s'orientant sur l'abstraction des composants matériels, se basent sur des notions de classe, d'association, de partition en sous-systèmes et sur l'étude de l'interaction entre l'utilisateur et le système. Les principaux auteurs de ces méthodes sont James Rumbaugh, Grady Booch et Ivar Jacobson. Parmi ces méthodes, deux s'imposent : la méthode de Booch et la méthode OMT (Object Modeling Technique). Les deuxièmes versions des méthodes de Booch et OMT font leur apparition : Booch'93 et OMT-2. Ces méthodes sont assez semblables, mais Booch'93 insiste plus sur la construction tandis qu'OMT-2 insiste plus sur l'analyse et l'abstraction. |
| 1989 et 1991             | Publication de deux ouvrages, par Sally Shlaer (en) et Steve Mellor sur l'analyse et la conception, qui débouchent sur une approche qu'ils nomment conception récursive. |
| 1989 à 1990              | Développement à Portland, par la communauté Smalltalk, de la conception pilotée par les responsabilités et les cartes CRC (Class-Responsability-Collaboration). |
| 1991 à 1996              | James Rumbaugh dirige aux laboratoires de recherche de General Electric une équipe de recherche qui publie un ouvrage très apprécié sur OMT. |
| 1991                     | Publication d'ouvrages, par Peter Coad et Ed. Yourdon, qui développent les approches « allégées » et « orientées prototypes ». |
| 1992 et 1995             | Publication des livres d'Ivar Jacobson fondés sur son expérience des commutateurs téléphoniques chez Ericsson. Le premier introduit le concept de cas d'utilisation (use-case). |
| 1994 à 1996              | Grady Booch effectue un travail important chez Rational Software en développant des systèmes en Ada. |
| 1994                     | Le nombre important de méthodes et le fait que les différences entre elles se réduisent font reculer la technologie objet au point que James Rumbaugh et Grady Booch s'unissent afin d'unifier leurs travaux. Ils proposent une « méthode unifiée ». |
| 1994                     | Les livres de Jim Odell, écrits avec James Martin, se fondent sur sa longue expérience des systèmes d'information et du génie logiciel et sont, parmi tous ces ouvrages, les plus conceptuels. |
| octobre 1994             | Début des travaux de la méthode unifiée (unified method (UM)). James Rumbaugh rejoint Grady Booch chez Rational Software. |
| 1995                     | Ivar Jacobson, créateur des use cases, rejoint James Rumbaugh et Grady Booch. |
| 1995                     | Les auteurs de la méthode unifiée (UM) publient le document intitulé Unified Method V0.8. |
| octobre 1995             | Ivar Jacobson arrive chez Rational Software. |
| Octobre 1995             | UML 0.8 inclut OOD/Booch '93 de Grady Booch et OMT de James Rumbaugh. |
| 1996                     | Publication d'une nouvelle révision du document, Unified Method V0.9, à la suite des commentaires des utilisateurs. La révision 0.9.1 est la version la plus aboutie de la méthode unifiée (réorientation de la portée de l'effort d'unification). La méthode change de nom et se transforme en UML (Unified Modeling Language for Object-Oriented Development). Un consortium de grandes entreprises se crée (Microsoft, IBM, Oracle, etc.) qui permettra de faire passer la méthode à sa version 1.0. |
| juin 1996                | UML 0.9 inclut OOSE d'Ivar Jacobson. |
| octobre 1996             | UML 0.91 |
| janvier 1997             | Normalisation de UML 1.0 par l'Object Management Group (OMG). |
| août 1997                | Proposition des spécifications d'UML 1.1 à l'OMG par un groupe de travail d'analystes et de concepteurs dirigé par Cris Kobryn et administré par Ed Eykholt. |
| 14 novembre 1997         | Adoption des spécifications d'UML 1.1 par l'OMG. Différentes améliorations continuent d'être apportées au standard UML, donnant naissance à quatre révisions : UML 1.2, 1.3, 1.4, 1.5. UML 1.5 est la dernière révision avant le passage à la version UML 2.0. Les standards UML 1.x, encore largement influencés par la notation OMT, sont critiqués comme manquant d'intégration sémantique. |
| juin 1998                | Adoption de UML 1.2 par l'OMG. |
| octobre 1998             | Adoption de UML 1.3 par l'OMG. |
| mars 2000                | Publication de la spécification UML 1.3 complète. |
| septembre 2001           | UML 1.4. |
| 6 mars 2003              | UML 1.5 (recommandations) |
| août 2003                | UML 2.0 Superstructure Specification (recommandation) |
| 1er septembre 2003       | UML 2.0 Diagram Interchange Specification (recommandation) |
| 14 octobre 2003          | UML 2.0 OCL Specification |
| décembre 2003            | UML 2.0 (recommandation) |
| juillet 2005             | Adoption de UML 2.0 par l'OMG. |
| 4 avril 2006             | UML 2.0 Diagram Interchange Specification |
| 1er juin 2006            | deployment view) |
| 6 octobre 2006           | UML 2.1.1 - XMI file |
| 6 février 2007           | UML 2.1.1 Infrastructure Specification |
| 3 février 2007           | UML 2.1.1 Superstructure Specification |
| 2007                     | UML 1.4.2 devient une spécification ISO (ISO/IEC 19501). |
| novembre 2007            | Diffusion de UML 2.1.2 par l'OMG. |
| janvier 2009             | Diffusion de UML 2.2 par l'OMG. |
| mai 2010                 | Diffusion d'UML 2.3 par l'OMG. |
| juillet 2011             | Diffusion par l'OMG d'UML 2.4.1. Infrastructure et Superstructure sont révisés en août 2011. |
| décembre 2017            | Diffusion par l'OMG d'UML 2.5.1. Le métamodèle lui-même est inchangé depuis la superstructure d'UML 2.4.1, avec quelques exceptions. |

## Formalisme
UML est un langage de modélisation. La version actuelle, UML 2.5, propose 14 types de diagrammes dont sept structurels et sept comportementaux. À titre de comparaison, UML 1.3 comportait 25 types de diagrammes.
UML n'étant pas une méthode, l'utilisation des diagrammes est laissée à l'appréciation de chacun. Le diagramme de classes est généralement considéré comme l'élément central d'UML. Des méthodes, telles que le processus unifié proposé par les créateurs originels de UML, utilisent plus systématiquement l'ensemble des diagrammes et axent l'analyse sur les cas d'utilisation (« use case ») pour développer par itérations successives un modèle d'analyse, un modèle de conception, et d'autres modèles. D'autres approches se contentent de modéliser seulement partiellement un système, par exemple certaines parties critiques qui sont difficiles à déduire du code.
UML se décompose en plusieurs parties :
- Les vues : ce sont les observables du système. Elles décrivent le système d'un point de vue donné, qui peut être organisationnel, dynamique, temporel, architectural, géographique, logique, etc. En combinant toutes ces vues, il est possible de définir (ou retrouver) le système complet.
- Les diagrammes : ce sont des ensembles d'éléments graphiques. Ils décrivent le contenu des vues, qui sont des notions abstraites. Ils peuvent faire partie de plusieurs vues.
- Les modèles d'élément : ce sont les éléments graphiques des diagrammes.

### Vues

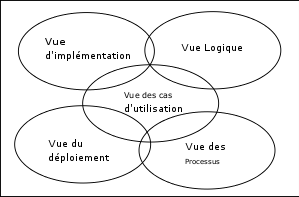
Vues d'UML.

Une façon de mettre en œuvre UML est de considérer différentes vues qui peuvent se superposer pour collaborer à la définition du système :
- Vue des cas d'utilisation (use-case view) : c'est la description du modèle vu par les acteurs du système. Elle correspond aux besoins attendus par chaque acteur (c'est le quoi et le qui).
- Vue logique (logical view) : c'est la définition du système vu de l'intérieur. Elle explique comment peuvent être satisfaits les besoins des acteurs (c'est le comment).
- Vue d'implémentation (implementation view) : cette vue définit les dépendances entre les modules.
- Vue des processus  (process view) : c'est la vue temporelle et technique, qui met en œuvre les notions de tâches concurrentes, stimuli, contrôle, synchronisation…
- Vue de déploiement (deployment view) : cette vue décrit la position géographique et l'architecture physique de chaque élément du système (c'est le où).

Le pourquoi n'est pas défini dans UML.
En UML 2.5, les diagrammes sont représentés sous deux types de vue : d'un point de vue statique ou structurelle du domaine avec les diagramme de structure (Structure Diagrams).
D'un point de vue dynamique avec les diagrammes de comportement (Behavior Diagrams) et les diagrammes d’interactions (Interaction Diagrams).

Diagrammes UML.

### Diagrammes

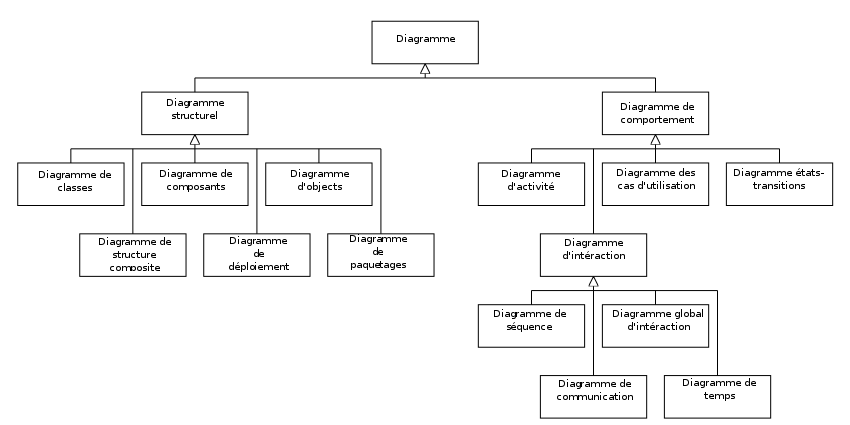
La hiérarchie des diagrammes UML 2.0 sous forme d'un diagramme de classes.

Les diagrammes sont dépendants hiérarchiquement et se complètent, de façon à permettre la modélisation d'un projet tout au long de son cycle de vie. Il en existe quatorze depuis UML 2.3.

#### Diagrammes de structure ou diagrammes statiques
Les diagrammes de structure (structure diagrams) ou diagrammes statiques (static diagrams) rassemblent :
- Diagramme de classes (class diagram) : représentation des classes intervenant dans le système.
- Diagramme d'objets (object diagram) : représentation des instances de classes (objets) utilisées dans le système.
- Diagramme de composants (component diagram) : représentation des composants du système d'un point de vue physique, tels qu'ils sont mis en œuvre (fichiers, bibliothèques, bases de données…)
- Diagramme de déploiement (deployment diagram) : représentation des éléments matériels (ordinateurs, périphériques, réseaux, systèmes de stockage…) et la manière dont les composants du système sont répartis sur ces éléments matériels et interagissent entre eux.
- Diagramme des paquets (package diagram) : représentation des dépendances entre les paquets (un paquet étant un conteneur logique permettant de regrouper et d'organiser les éléments dans le modèle UML), c'est-à-dire entre les ensembles de définitions.
- Diagramme de structure composite (composite structure diagram) : représentation sous forme de boîte blanche des relations entre composants d'une classe (depuis UML 2.x).
- Diagramme de profils (profile diagram) : spécialisation et personnalisation pour un domaine particulier d'un meta-modèle de référence d'UML (depuis UML 2.2).

#### Diagrammes de comportement
Les diagrammes de comportement (behavior diagrams) rassemblent :
- Diagramme des cas d'utilisation (use-case diagram) : représentation des possibilités d'interaction entre le système et les acteurs (intervenants extérieurs au système), c'est-à-dire de toutes les fonctionnalités que doit fournir le système.
- Diagramme états-transitions (state machine diagram) : représentation sous forme de machine à états finis du comportement du système ou de ses composants.
- Diagramme d'activité (activity diagram) : représentation sous forme de flux ou d'enchaînement d'activités du comportement du système ou de ses composants.

#### Diagrammes d'interaction ou diagrammes dynamiques
Les diagrammes d'interaction (interaction diagrams) ou diagrammes dynamiques (dynamic diagrams) rassemblent :
- Diagramme de séquence (sequence diagram) : représentation de façon séquentielle du déroulement des traitements et des interactions entre les éléments du système et/ou de ses acteurs.
- Diagramme de communication (communication diagram) : représentation de façon simplifiée d'un diagramme de séquence se concentrant sur les échanges de messages entre les objets (depuis UML 2.x).
- Diagramme global d'interaction (interaction overview diagram) : représentation des enchaînements possibles entre les scénarios préalablement identifiés sous forme de diagrammes de séquences (variante du diagramme d'activité) (depuis UML 2.x).
- Diagramme de temps (timing diagram) : représentation des variations d'une donnée au cours du temps (depuis UML 2.3).

### Modèles d'éléments
- Un stéréotype est une marque de généralisation notée par des guillemets, montrant que l'objet est une variété d'un modèle.
- Un classeur est une annotation qui permet de regrouper des unités ayant le même comportement ou structure. Un classeur se représente par un rectangle conteneur, en traits pleins.
- Un paquet regroupe des diagrammes ou des unités.
- Chaque classe ou objet se définit précisément avec le signe « :: ». Ainsi l'identification d'une classe X en dehors de son paquet ou de son classeur sera définie par « Paquet A::Classeur B::Classe X ».

#### Modèles d'éléments de type commun
Symbolique des modèles d'éléments :

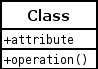
Classe (class).
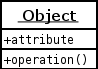
Objet (object).
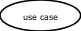
Cas d'utilisation (use case).
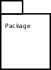
Paquet (package).

- Nœud (node).

- Fourche (fork).

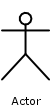
Acteur (actor).
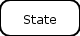
État (state).
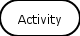
Activité (activity).

- État initial (initial state).
- État final (final state).
- Interface (interface).
  - O←--- sens du flux de l'interface.

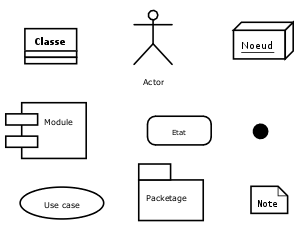
Modèles d'éléments UML.

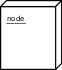
Nœud (node).

  - O)----- est un raccourci pour la superposition de ---→O et O←---.

#### Modèles d'éléments de type relation

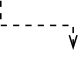
Dépendance (dependency).

- Généralisation (generalisation).
- Association (association).

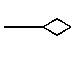
Agrégation (aggregation).
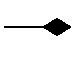
Composition (composition).

- Réalisation.
- Utilisation.

#### Autres modèles d'éléments
- Les stéréotypes peuvent dépendre du langage utilisé.
- Les archétypes.
- Les profils.

## Normalisation et certification
UML n'est pas une norme en droit mais un simple standard « industriel » (ou norme de fait), parce que promu par l'OMG (novembre 1997) au même titre que CORBA et en raison de son succès. Depuis juillet 2005, la première version 2.x de UML est validée par l'OMG.
Par ailleurs, depuis 2003, l'OMG a mis en place un programme de certification à la pratique et la connaissance d'UML OCUP qui recouvre trois niveaux de maîtrise.

## Exemple de séquence de création des diagrammes
| Diagramme                                                         | Étape du cycle en V               |
| ----------------------------------------------------------------- | --------------------------------- |
| 1. Diagramme de cas d'utilisation                                 | Spécification, cahier des charges |
| 2. Diagramme de séquence                                          | Spécification, cahier des charges |
| 3. Diagramme d'activité (processus métiers)                       | Spécification, cahier des charges |
| 4. Diagramme d'activité (cinématique et/ou processus applicatifs) | Spécification, cahier des charges |
| 5. Diagramme de classes                                           | Conception architecturale         |
| 6. Diagramme d'objets                                             | Conception architecturale         |
| 7. Diagramme de communication                                     | Conception architecturale         |
| 8. Diagramme de déploiement                                       | Conception architecturale         |
| 9. Diagramme de composants                                        | Conception architecturale         |

## Logiciels de modélisation UML

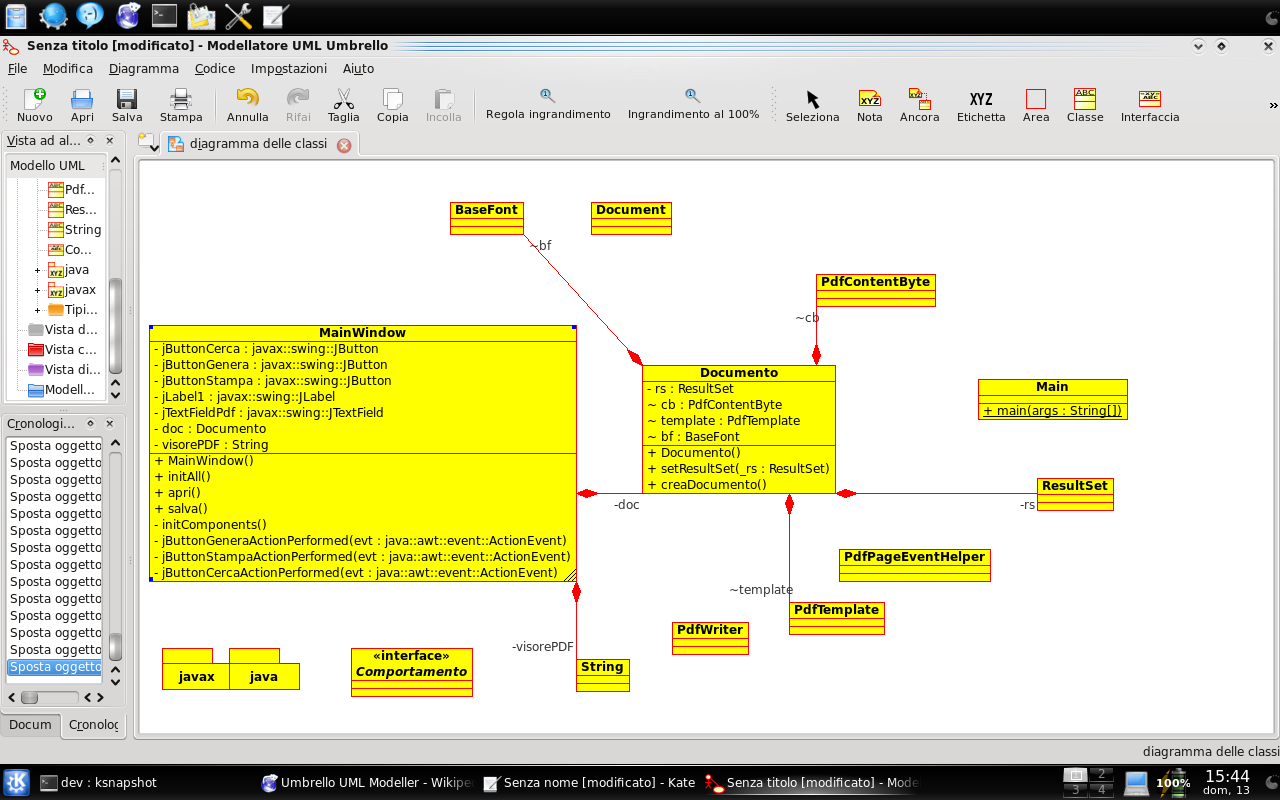
Umbrello, atelier UML de KDE.

S'il existe de nombreux logiciels de modélisation UML, aucun ne respecte entièrement chacune des versions de UML, particulièrement UML 2, et beaucoup introduisent des notations non conformes. En revanche, de nombreux logiciels comportent des modules de génération de code, particulièrement à partir du diagramme de classes, qui est celui qui se prête le mieux à une telle automatisation.